# Kumaya-Kunstmuseum

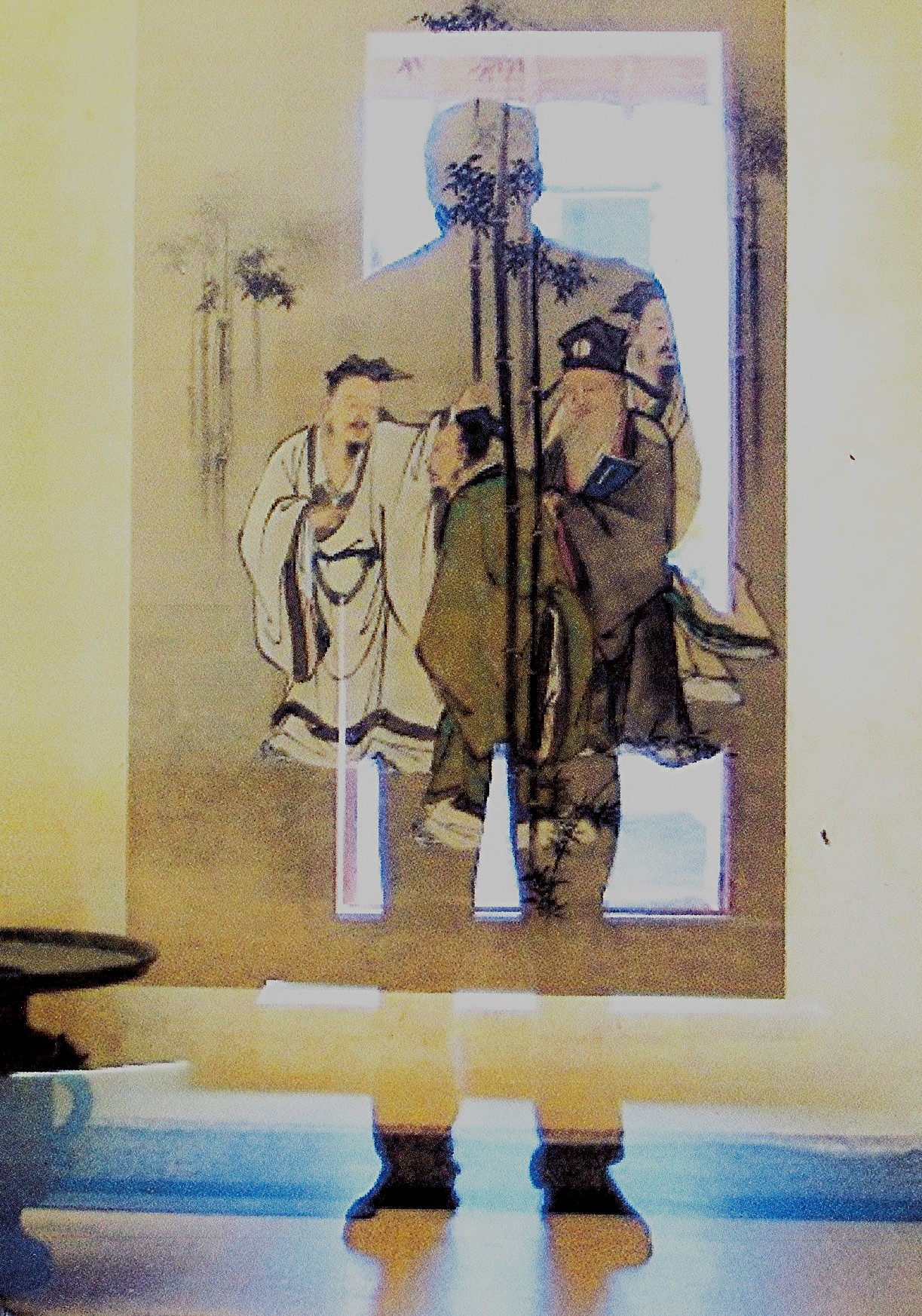
Im Kumaya Museum

Das Kumaya-Kunstmuseum (japanisch 熊谷美術館, Kumaya Bijutsukan) in  Hagi (Präfektur Yamaguchi) ist ein privates Museum, das eine umfangreiche Sammlung japanischer Kunst bis Ende des 19. Jahrhunderts besitzt.

## Übersicht
Als der 7. Fürst des Mōri-Klans, Mōri Shigenari (毛利 重就; 1725–1789) sich bemühte, die Finanzen seines Lehens (Han) in Ordnung zu bringen, wählte er unter den Kaufleuten in seiner Residenzstadt Kumaya Goemon Yoshimitsu (熊谷 五右衛門 芳充; 1719–1791) aus und ernannte ihn zum ständigen Hoflieferanten. Yoshimitsu entsprach den Erwartungen, konnte mit den Hoflieferanten Konoike und Kajimaya in Ōsaka auf gleicher Höhe verhandeln und wurde auch von den Marktaufsehern anerkannt. Im Jahr 1768, mit 50 Jahren, konnte er im Stadtteil Imauo-no-tanamachi (今魚店町) ein neues Anwesen bauen.
Danach folgten aufeinander die Nachfahren Goemon Yoshinori (五右衛門芳慶; 1749–1803), Genzaemon Yoshio (源左衛門芳雄; † 1817), Goemon Yoshikazu (五右衛門義比; 1795–1860), Goemon Yoshitoshi (五右衛門義敏; 1828–1860) und Goichi Yoshisuke (五一義右; 1818–1882) als Hoflieferanten. Ab der Meiji-Zeit folgten das 7. Familienoberhaupt (万吉; 1856–1923), das 8. Nisaku (二作; 1882–1940), das 9. Atsuyoshi (敦義; 1890–1971) und derzeit das 10. Oberhaupt, Goemon Sachizō (五右衛門幸三).
Unter den verschiedenen Familienoberhäuptern war vor allem Yoshikazu ein großer Kunstliebhaber und unterstützte Gelehrte. Er war es auch, der wegen eines Leidens den Arzt Philipp Franz von Siebold in Nagasaki aufgesucht hatte, der zu der Zeit dort als Arzt auf Dejima tätig war. Daraus hatte sich eine Freundschaft entwickelt, die erst mit Siebolds Abreise 1828 endete. Siebold schenkte Kumaya sein Tafelklavier von William Rolfe, so dass Museum das älteste Klavier Japans beherbergt. Das 6. Oberhaupt hatte sich in den Jahren der politischen Veränderungen der gegen das Shogunat gerichteten Bewegung angeschlossen und war dafür belohnt worden.
Im Laufe der Zeit waren so viele Kunstgegenstände zusammengekommen, dazu vielfältige alte Literatur. Das 9. Oberhaupt der Familie, entschloss sich 1965, die Sammlung in eine Stiftung zu überführen und sie Öffentlichkeit zugänglich zu machen.

## Das Anwesen

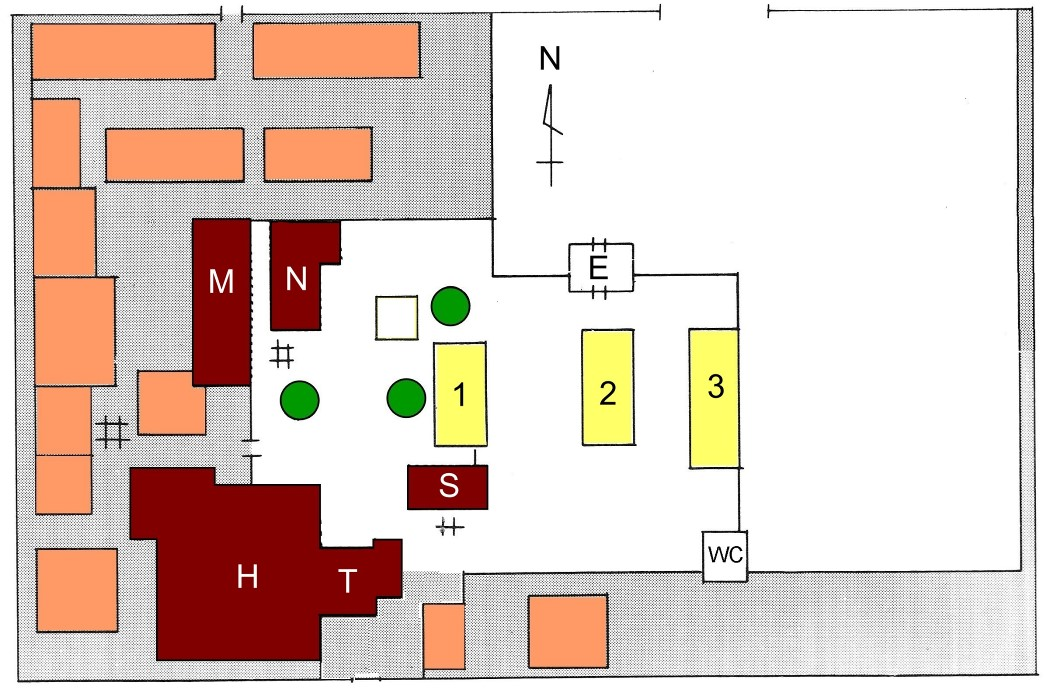
Das gesamte Anwesen (s. Text)

Das Anwesen der wohlhabenden Kumaya aus der Edo-Zeit ist bis zum heutigen Tag kaum verändert worden. Eine Reihe von Gebäuden sind als Wichtiges Kulturgut Japans registriert: Vier Gebäude, nämlich das Hauptgebäude [im Plan H], der Hauptspeicher [M], ein Nebenspeicher [N] und der Schatzspeicher [S]. Das Hauptgebäude besitzt an der Ostseite einen Vorbau mit Terrasse, der als Teehaus [T] eingerichtet ist. Auch in den drei zweistöckigen Speichern [1]-[3] werden Teile der Sammlung gezeigt.
Das nach Süden ausgerichtete Hauptgebäude hat ein Walmdach, das mit Ziegeln gedeckt ist. Im Osten ist ein Teeraum mit kleiner Terrasse vorgebaut.  
Das Gebäude ist gut erhalten. Allerdings hat es am 3. Oktober 1977 einen Brand an der Ostseite gegeben, der glücklicherweise gelöscht werden konnte, bevor größerer Schaden eingetreten ist. 1980 wurde das Gebäude zerlegt und nach Ergänzung alter Teile wieder zusammengebaut. Es war die erste größere Überholung nach 212 Jahren.
Die Gesamtfläche des Anwesens beträgt 6.200 m², die Ausstellungsfläche 242 m². Die Speicher zur Aufbewahrung der Objekte haben eine Fläche 179 m², die Speicher für die wichtigen Kulturgüter 300 m². Das Büro hat 80 m².

## Die Sammlung
Die Sammlung umfasst:

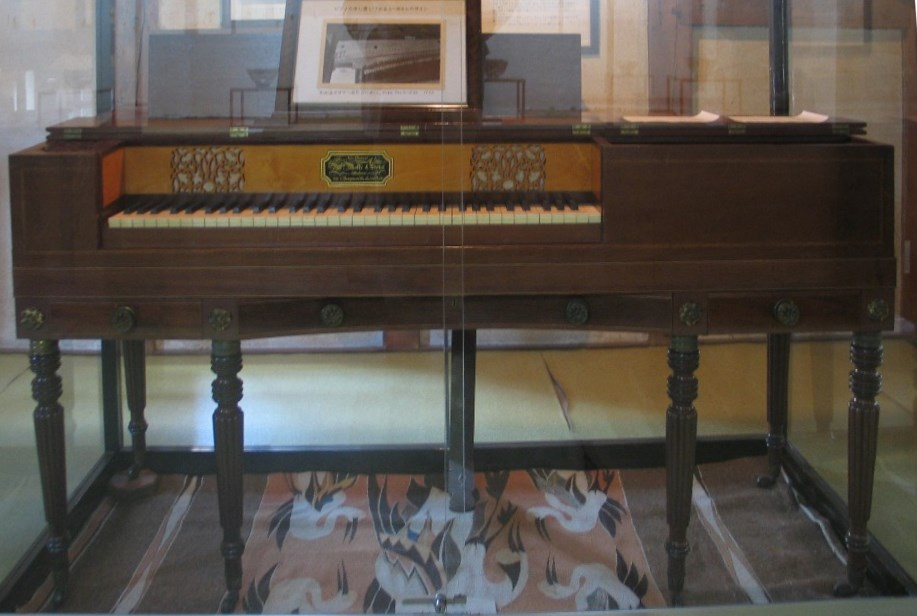
Siebolds Tafelklavier

- Stellschirme, Hängerollen, Bücher: 4 Hängerollen von Sesshū, von denen drei ein Trypthychon bilden, ein Paar Stellschirme mit Landschaften von Maruyama Ōkyo, ein Trypthichon von Kanō Tsunenobu, das jetzt zu einem Gemälde vereinigt wurde, ein bemerkenswertes Stellschirm-Paar von Kanō Eitoku und Stellschirme von Soga Shohaku (1730–1781). Weiter sind Bilder zu sehen von Ganku, Ike no Taiga, Tanomura Chikuden und Buson. Weiter gibt es Ukiyo-e, Haiku-Sammlungen, Schriften bekannter Samurai, Materialien verschiedener Künstler und Autoren mit Bezug zu Hagi, insgesamt etwa 300 Stück.[4]
- Geräte für die Tee-Zeremonie: In der Sammlung befindet sich ein Satz von zehn Schalen, die von Ogata Kenzan, dem jüngeren Bruder von Ogata Kōrin,  angefertigt wurden. Auch Nonomura Ninsei (17. Jahrhundert) und Aoki Mokubei sind mit Keramik vertreten. Weiter findet sich Raku-Keramik von Ryōnyū und Keinyū.[4]
- Kleider, Schmuck, Einrichtungsgegenstände.
- Sonstiges.